# Basara
Basara (バサラ?, Basara) è un manga scritto e disegnato da Yumi Tamura. Esso è stato edito in Giappone da Shogakukan sul periodico Bessatsu Shōjo Comic dal 1990 al 1998 e poi raccolto in un totale di 27 volumi tankōbon. Nel 1998 la serie è stata poi ripubblicata in formato bunkoban per un totale di 15 volumetti.
La vicenda è stata adattata in una serie televisiva anime di 13 episodi intitolata Legend of Basara (レジェンド オブ バサラ?, Rejiendo obu Basara), la quale segue solo l'inizio del manga.
Il manga ha vinto il Premio Shogakukan per i manga nel 1992.

## Trama
La storia si ambienta in un Giappone post-apocalittico completamente desertificato, è il risultato di una violenta guerra mondiale nella quale sul Giappone aveva avuto il sopravvento il violento imperatore Akuro che aveva successivamente diviso il Paese in quattro province destinate ciascuna ai suoi figli.
Trecento anni dopo, in un villaggio chiamato Byakko, nascono due gemelli che la profezia vuole che salvino l'intero paese: Tatara e Sarasa.
La narrazione incomincia al dodicesimo compleanno dei gemelli: durante l'incoronazione di Tatara come re, sentendosi trascurata Sarasa fugge imbattendosi nell'esercito del Re Rosso e provoca la collera del sovrano, per sua fortuna interviene in sua difesa il Nobile Blu, Ageha, un nomade del deserto che perde l'occhio nel tentativo di salvare la ragazza permettendole di sopravvivere e fuggire.
Due anni dopo il Re Rosso attacca di sorpresa il villaggio, Tatara viene decapitato e con lui muoiono anche molti suoi sudditi, a quel punto Sasara interviene per cercare di risollevare le sorti della sua gente e, su consiglio del nonno, si traveste in Tatara e inizia a pianificare manovre militari contro l'invasore, tenta inoltre un'azione a sorpresa per riprendersi la testa del fratello e la spada del Re Rosso, il piano riesce ma Sarasa viene ferita gravemente da una freccia del re.
Nel ruolo del fratello morto, Sarasa deve affrontare molte difficoltà, si politiche che morali, per riuscire a salvare il proprio popolo dalla violenza della guerra e della crudeltà umana, ma deve anche confrontarsi con le complicazioni del suo duplice ruolo e dei suoi sentimenti di donna che lentamente fioriscono di volume in volume con l'incontro del misterioso Shuri, in cui si imbatte per caso alla sorgente termale.
Le vittorie e le molte sconfitte e difficoltà tempreranno Sarasa come donna e come comandante, facendola cresce e maturare in un buon sovrano per la sua gente.

## Anime

### Lista degli episodi

| Nº | Giapponese 「Kanji」 - Rōmaji           | In onda        | In onda |
| Nº | Giapponese 「Kanji」 - Rōmaji           | Giapponese     |         |
| 1  | 「運命の少年」 - Unmei no Shōnen        | 2 aprile 1998  |         |
| 2  | 「宿敵！赤の王」 - Shukuteki! Aka no Ou | 9 aprile 1998  |         |
| 3  | 「襲撃」 - Shūgeki                      | 16 aprile 1998 |         |
| 4  | 「試練の闇」 - Shiren no Yami           | 23 aprile 1998 |         |
| 5  | 「朱雀の羅生」 - Suzaku no Rashō        | 30 aprile 1998 |         |
| 6  | 「红蓮の炎」 - Kuren no Honō            | 7 maggio 1998  |         |
| 7  | 「死の踊り」 - Shi no Odori             | 14 maggio 1998 |         |
| 8  | 「新たな絆」 - Aratana Kizuna           | 21 maggio 1998 |         |
| 9  | 「国のまぼろば」 - Kuni no Mahoroba     | 28 maggio 1998 |         |
| 10 | 「桜嶋噴火」 - Sakura Jima Fun Ga       | 4 giugno 1998  |         |
| 11 | 「四道死す」 - Shidō Shisu              | 11 giugno 1998 |         |
| 12 | 「群青浅葱」 - Kunjō no Asagi           | 18 giugno 1998 |         |
| 13 | 「再会、そして」 - Saikai, Soshite      | 25 giugno 1998 |         |

### Sigle
Sigla iniziale giapponese
- Endless Loop, musica di Rika, testo di Kazushi, arrangiamento di Akira Nishihira e di Rouage, interpretata da Rouage

Sigla finale giapponese
- Plumeria no saku basho e musica di Kanako Nakayama, testo di Kanako Nakayama, arrangiamento di Kanako Nakayama e di Masahide Sakuma, interpretata da Kanako Nakayama.